# Anaphe leplaei
Anaphe leplaei är en fjärilsart som beskrevs av Megné. Anaphe leplaei ingår i släktet Anaphe och familjen tandspinnare. Inga underarter finns listade i Catalogue of Life.